# Bögözi református templom
A bögözi református templom műemlékké nyilvánított templom Romániában, Hargita megyében. A romániai műemlékek jegyzékében a HR-II-a-A-12881 sorszámon szerepel.

## Története
A templom a 13. században épült. Egyik falát 14. századi freskók borítják, rajtuk Szent László legendája, antiochiai Szent Margit vértanúsága és az utolsó ítélet, a megdicsőült Jézus a feje körül rovásírásos felirattal. 1724-ben a hajó gótikus boltozata helyett festett kazettás mennyezetet készítettek.